# Peter Hirt
Peter Hirt (30 maart 1910 - 28 juni 1992) was een Formule 1-coureur uit Zwitserland. Hij nam tussen 1951 en 1953 deel aan 5 Grands Prix voor de teams Veritas en Ferrari, waarin hij geen punten scoorde. Hij was lid van Ecurie Espadon.